# Osorno
Osorno è un comune del Cile, capoluogo della provincia di Osorno nella Regione di Los Lagos. Al censimento del 2002 possedeva una popolazione di 145.475 abitanti.
Osorno si trova in un territorio fertile, in quanto laghi e fiumi sono sempre presenti in quelle zone. La zona di Osorno è la zona coltivata intensamente più a sud del mondo. La città si trova a metà fra l'Oceano Pacifico ed i fiumi glaciali delle Ande.
Osorno è anche una città fra le metropoli di Valdivia e Puerto Montt.

## Società

### Evoluzione demografica
| Censimento del 1992 | Censimento del 2002 |
| 127.769 ab.         | 145.475 ab.         |

## Monumenti e luoghi d'interesse
- Casa Hollstein - storica residenza, monumento nazionale dal 1999

- Casa di Enrique Schüller - storica residenza del 1923